# Macrotyloma bieense
Macrotyloma bieense là một loài thực vật có hoa trong họ Đậu. Loài này được (Torre) Verdc. miêu tả khoa học đầu tiên.